# Buta no Liver wa Kanetsu Shiro
Buta no Liver wa Kanetsu Shiro (豚のレバーは加熱しろ Buta no Rebā wa Kanetsu Shiro?), también conocida como Heat the Pig Liver o Butareba: The Story of a Man Turned into a Pig en inglés y de forma abreviada como Buta Liver (豚レバ Buta Rebā?), es una serie de novelas ligeras japonesas escritas por Takuma Sakai e ilustradas por Asagi Tōsaka. ASCII Media Works ha publicado hasta el momento siete volúmenes desde el 10 de marzo de 2020 bajo su sello Dengeki Bunko. Una adaptación a manga con ilustraciones de Minami ha sido serializada en la revista Dengeki Maoh desde el 27 de agosto de 2020, y hasta el momento se ha recopilado en tres volúmenes tankōbon. Una adaptación de la serie de televisión de anime producida por Project No.9 se estrenará en octubre de 2023.

## Argumento
Cuando un hombre corriente se desmaya por comer hígado de cerdo crudo y se despierta... ¡descubre que se ha convertido en un cerdo! Está atrapado hasta que la dulce y hermosa Jess lo rescata, quien casualmente puede leer mentes. Pese a que el cerdo tiene pensamientos muy groseros, lo acepta y tiene planes de cuidarlo con mucho amor. Pero Jess tiene sus secretos y corre peligro. ¿Podrá su nuevo amigo gorrino salvarla usando su olfato y su ingenio?

## Personajes
Cerdo (豚 Buta?)
 Seiyū: Yoshitsugu Matsuoka (PV, anime), Satoi Shibuya (audio drama)
Anteriormente era un hombre de 19 años que se encuentra en otro mundo como un cerdo después de quedar inconsciente al comer hígado de cerdo.
Jess Yesma (ジェス・イエスマ Jesu Iesuma?)
 Seiyū: Tomori Kusunoki (PV, anime), Kana Ichinose (audio drama)
Una chica de 16 años. Como miembro del pueblo Yesma, siempre lleva collar. Ella es capaz de comprender telepáticamente los pensamientos y sentimientos de Cerdo y su objetivo es ayudarlo a volver a ser humano.
Ceres (セレス Seresu?)
 Seiyū: Miyu Tomita (anime),
Nott (ノット Notto?)
 Seiyū: Kent Itō (anime),
Brace (ブレース Buresu?)
 Seiyū: Mamiko Noto (anime),

## Media

### Novela ligera
Buta no Liver wa Kanetsu Shiro es escrito por Takuma Sakai e ilustrado por Asagi Tōsaka. Comenzó a publicarse bajo el sello Dengeki Bunko de ASCII Media Works el 10 de marzo de 2020, y hasta el momento se han publicado siete volúmenes.
| Volúmenes de novelas ligeras publicadas | Volúmenes de novelas ligeras publicadas | Volúmenes de novelas ligeras publicadas |
| Número                                  | Fecha de publicación                    | ISBN                                    |
| --------------------------------------- | --------------------------------------- | --------------------------------------- |
| 1                                       | 10 de marzo de 2020                     | ISBN 9784049130133                      |
| 2                                       | 7 de agosto de 2020                     | ISBN 9784049132175                      |
| 3                                       | 10 de diciembre de 2020                 | ISBN 9784049134551                      |
| 4                                       | 8 de mayo de 2021                       | ISBN 9784049138351                      |
| 5                                       | 8 de octubre de 2021                    | ISBN 9784049140453                      |
| 6                                       | 10 de mayo de 2022                      | ISBN 9784049143515                      |
| 7                                       | 9 de diciembre de 2022                  | ISBN 9784049147490                      |

### Manga
Una adaptación a manga con arte de Minami comenzó a serializarse en la revista de manga seinen Dengeki Maoh de ASCII Media Works desde el 27 de agosto de 2020. ASCII Media Works ha recopilado sus capítulos en volúmenes tankōbon individuales. El primero se publicó el 27 de febrero de 2021, y hasta el momento se han lanzado tres volúmenes.
| Volúmenes de manga publicados | Volúmenes de manga publicados | Volúmenes de manga publicados |
| Número                        | Fecha de publicación          | ISBN                          |
| ----------------------------- | ----------------------------- | ----------------------------- |
| 1                             | 27 de febrero de 2021         | ISBN 9784049136579            |
| 2                             | 27 de septiembre de 2021      | ISBN 9784049139822            |
| 3                             | 27 de julio de 2022           | ISBN 9784049143188            |

### Anime
El 11 de diciembre de 2021, durante el evento «Dengeki Bunko Winter Festival 2021» transmitido en vivo, se anunció la adaptación de la serie a anime. La serie será producido por Project No.9 y dirigido por Masayuki Takahashi, con guiones escritos por Deko Akao, diseños de personajes a cargo de Susumu Watanabe y música compuesta por Kenichirō Suehiro y Mayuko. La serie se estrenará el 8 de octubre de 2023 en Tokyo MX y otras cadenas. El tema de apertura es "Watashi ga Warau Riyū wa" de Asca, mientras que el tema de cierre es "Hitori Janai yo" de Myuk. Aniplex of America obtuvo la licencia de la serie fuera de Asia, y lo transmitió en Crunchyroll. Muse Communication obtuvo la licencia de la serie en el Sudeste Asiático.

## Recepción
La serie de novelas ligeras ganó el premio de oro en el 26º Premio Dengeki Novel en 2019.